# KronoMuzik
KronoMuzik, né le 17 avril 1991, est un musicien, producteur de musique et vidéaste belge.

## Biographie

### Enfance et éducation
KronoMuzik naît à Charleroi, en Belgique. Après avoir obtenu son CESS, il entre au conservatoire mais le quitte l'année suivante.

### Carrière
Il commence alors à vendre des morceaux qu'il produit sur commande, et lance en parallèle la chaîne YouTube KronoMuzik, sur laquelle il propose des chroniques musicales de courte durée,. Il compose également des musiques humoristiques et des parodies,.
À partir de 2020, il élabore en compagnie de Pandrezz et Ronare une mixtape dans laquelle de nombreux artistes sont invités : la ZZCCMXTP (« Zizi Caca Mixtape »). L'idée de l'album provient d'une YouTube Poop publiée par Ronare le 28 juin 2020. Après deux ans d'attente, le disque sort le 17 juin 2022, composé de 41 morceaux et 50 invités. On y retrouve un grand nombre de rappeurs, vidéastes ou streameurs comme Alkpote, BigFlo, Squeezie, Baghera Jones ou encore Antoine Daniel. La mixtape donne lieu à un concert à l'Olympia le 4 novembre 2022, entièrement retransmis en live sur Twitch.
En octobre 2021, il publie le roman En fait c'était le jardinier aux éditions Lapin, écrit en live sur la plateforme Twitch,.
Le 11 novembre 2021, il participe à une vidéo du youtubeur Squeezie où le but est de composer en trois jours la meilleure parodie de tube des années 2000. KronoMuzik compose ainsi le morceau Time Time avec Squeezie et Myd, parodie de la chanson Dragostea din tei d'O-Zone. À l'issue d'un vote du public, le morceau remporte le concours et est donc publié le 15 novembre 2021, accompagné d'un clip. Le morceau est certifié single de platine 4 mois plus tard.
Le 23 décembre 2022, il sort un projet commun avec Pandrezz, intitulé Que des barz vol.4, où on retrouve notamment Di-Meh et Sheldon. En 2023, il produit avec Pandrezz et Epektase la chanson Bécane de Yamê, qui devient virale grâce au Colors Show qui accompagne sa sortie. Le titre est certifié single de platine 10 mois après sa sortie.

## Discographie

### Chanteur

#### Singles
- 2020 : Jajajaja
- 2020 : Jolie Money
- 2020 : Akihabara
- 2020 : Two Mimir
- 2020 : Bitch Dis Is Art
- 2020 : Faya
- 2020 : When Time Takes a Nap
- 2020 : Hubble Freestyle
- 2020 : Nocturnal Animal
- 2020 : Meow Bonbon Balade
- 2020 : Crash Bandicoot Freestyle
- 2020 : Lovely
- 2020 : Puceau moi ?
- 2020 : Toudoum (La chanson)
- 2021 : Arrête de chialer
- 2021 : La fête du travail
- 2021 : Allez les Bleus (hymne de Jul)
- 2021 : Time Time (feat. Squeezie et Myd)
- 2022 : Nous y sommes (feat. Mehdi Maïzi, Pandrezz, Ronare)
- 2022 : Adieu les filles (ft. Squeezie, Pandrezz, Ronare)
- 2022 : Nous sommes les Daft Punk (ft. Pandrezz, Ronare)
- 2022 : Violette & citronnelle (ft. Alkpote, Pandrezz, Ronare, Epektase)
- 2023 : MEGASPHERE (extrait de l'album 23 MEGASPHERE)
- 2023 : Spaceship (feat. Squeezie, Myd, Mister V et Maskey)
- 2023 : Watch out

#### Avec Legendes Industries
- 2023 : Boulot (Legendes Industries ft. Maxime Biaggi, Houdi et web7)
- 2023 : Carré (Legendes Industries ft. Yamé)
- 2024 : Rocky & Riri (Legendes Industries ft. Houssbad)
- 2024 : Boussa (Legendes Industries ft. Nayra)
- 2024 : Mauvais Garçons (Legendes Industries ft. Tuerie)
- 2024 : Tribal King (Legendes Industries ft. Di-Meh)
- 2024 : Le cœur d’abord (Legendes Industries ft. MC Solaar)
- 2024 : KURT (Legendes Industries ft. ThaHomey, Tuerie et Houssbad)
- 2025 : Steaks (Legendes Industries ft. PAPI TeddyBear)

### Production
- 2023 : Bécane (de Yamê)

## Publications
- Avec PoPésie (ill. L'Abbé), En fait c'était le jardinier, Éditions Lapin, 2021, 224 p. (ISBN 978-2-3775-4133-1)